# Robert Bruce, IV Signore di Annandale

Stemma del clan Bruce.

Robert de Brus o Bruce, IV Signore di Annandale (... – 1º aprile 1245) è stato un nobile scozzese.

## Biografia

### Origini e ascesa
Era figlio primogenito di William Bruce, III Signore di Annandale, e di sua moglie Christina.
Ereditò i titoli paterni nel 1214, attorno ai vent'anni, e come nobile degli Scottish Borders era costretto a destreggiarsi tra l'autorità del regno di Scozia e del regno d'Inghilterra, spesso giurando fedeltà ad entrambi i sovrani assieme. L'anno successivo infatti re Giovanni d'Inghilterra gli concesse di tenere un mercato e una fiera ad Hartlepool, mentre nel 1221 fu uno dei testimoni del matrimonio tra Alessandro II di Scozia e Giovanna d'Inghilterra, sorella di re Enrico III, avvenuto a York.

### Matrimonio
Sposò Isobel di Huntingdon, figlia del conte Davide di Huntingdon, ed ebbe da lei tre figli:
- Robert (1210-1295), suo successore e pretendente al trono di Scozia durante la Grande causa;
- Bernard (?-1268), seguace di Simone V di Montfort durante la seconda guerra dei baroni;
- Beatrice, moglie dello sceriffo Hugh de Neville.[3]

Fu proprio il matrimonio con Isobel a far ottenere al clan Bruce il diritto di successione al trono di Scozia, e dal 1290 il figlio Robert, anche se ormai anziano, tentò prima con la diplomazia e poi con le armi di diventare re di Scozia. Infine, nel 1306, il suo bisnipote Robert Bruce, VII Signore di Annandale conquistò la Corona scozzese e liberò la nazione dagli invasori inglesi.

### Ultimi anni e morte
Anche a causa delle parentele della moglie, col tempo Bruce subì sempre più l'influenza inglese e, alla morte del fratello di lei Giovanni di Huntingdon nel 1237, ricevette vaste proprietà in Inghilterra, fra cui la tenuta di Writtle, che divenne la residenza principale dei Bruce per quasi un secolo.
Morì nel 1245; lui e la moglie vennero sepolti all'abbazia di Gisborough.

## Ascendenza
|                                         |                    |                    | Genitori              |  |  | Nonni                                 |  |  | Bisnonni                             |  |
|                                         |                    |                    |                       |  |  | Robert Bruce, II Signore di Annandale |  |  | Robert Bruce, I Signore di Annandale |  |
|                                         |                    |                    |                       |  |  | Robert Bruce, II Signore di Annandale |  |  | Robert Bruce, I Signore di Annandale |  |
|                                         |                    | Agnes              |                       |  |  | Robert Bruce, II Signore di Annandale |  |  |                                      |  |
| William Bruce, III Signore di Annandale |                    |                    |                       |  |  | Robert Bruce, II Signore di Annandale |  |  |                                      |  |
|                                         |                    | Eufemia de Crosby  | Adam de Crosby        |  |  |                                       |  |  |                                      |  |
|                                         |                    | Eufemia de Crosby  | Adam de Crosby        |  |  |                                       |  |  |                                      |  |
|                                         |                    | Eufemia de Crosby  | …                     |  |  |                                       |  |  |                                      |  |
| Robert Bruce, IV Signore di Annandale   |                    | Eufemia de Crosby  |                       |  |  |                                       |  |  |                                      |  |
|                                         | Uhtred di Galloway | Fergus di Galloway |                       |  |  |                                       |  |  |                                      |  |
|                                         | Uhtred di Galloway | Fergus di Galloway |                       |  |  |                                       |  |  |                                      |  |
|                                         | Uhtred di Galloway | …                  |                       |  |  |                                       |  |  |                                      |  |
| Christina mac Uhtred                    | Uhtred di Galloway |                    |                       |  |  |                                       |  |  |                                      |  |
|                                         |                    | Gunhilda Dunbar    | Waltheof di Allerdale |  |  |                                       |  |  |                                      |  |
|                                         |                    | Gunhilda Dunbar    | Waltheof di Allerdale |  |  |                                       |  |  |                                      |  |
|                                         |                    | Gunhilda Dunbar    | Sigrid                |  |  |                                       |  |  |                                      |  |
|                                         |                    | Gunhilda Dunbar    |                       |  |  |                                       |  |  |                                      |  |